# Erebomorpha fulminans
Erebomorpha fulminans là một loài bướm đêm trong họ Geometridae.